# 高山紗希
高山 紗希（たかやま さき、1990年2月18日 - ）は、日本の元タレントである。雑誌『melon』のモデルでもあった。活動当時はオスカープロモーションに所属していた。

## 来歴
岐阜県大垣市出身。日出高等学校卒業。2002年、第8回全日本国民的美少女コンテストに出場する。
2006年からは、オスカーの所属タレントたちで結成された芸能人女子フットサルチーム「表参道BEAUTY」のメンバーを務めていた。また2007年には、学研『BOMB』の企画ポータルサイト「Bibus」から誕生したアイドルグループ「Bibus Music Club」の1期生に選ばれた。会員番号は20。
2010年8月21日、公式ブログにてタレント活動の休止を発表した。

## 出演

### CM
- NTTドコモ
- アフラック生命保険

### ビデオ作品
- ピュア☆ピュア Vol.1 高山紗希〜水玉煌めいて〜（2004年、マーレ）
- 桃井はるこプロモーションビデオ さいごのろっく（2006年、avex trax）
- はるこ☆UP DATE 前編・後編（2007年、エイベックス） - 桃井はるこの少女時代 役

### インターネットラジオ番組
- 桃井はるこのらじお☆UP DATE（2006年 - 2007年、アニメイトTV/アニスタ.TV） - 隔週レギュラーおよびコーナーレギュラー

### テレビドラマ
- 木曜劇場 拝啓、父上様 第6話（2007年、フジテレビ）
- 土曜ミッドナイトドラマ 腐女子デカ 第1話（2008年、テレビ朝日） - 中山サエ（マネージャー） 役
- コード・ブルー -ドクターヘリ緊急救命- 第3話（2008年、フジテレビ） - 雪村南 役[3]

### テレビ番組
- それ行け！Bibus学園（2008年1月 - 、エンタ!371） - メインMC

### 映画
- 泪壺（2008年、アートポート、監督：瀬々敬久） - 愁子の子供時代 役